# Dicrurus divaricatus
El drongo de espalda brillante (Dicrurus divaricatus) es una especie de ave paseriforme de la familia Dicruridae propia del Sahel y el Cuerno de África.

## Taxonomía
Hasta 2017 se consideraba una subespecie de drongo ahorquillado.
Se reconocen dos subespecies:
- D. d. divaricatus (Lichtenstein, MHK, 1823) - se extiende desde Senegambia y el sur de Mauritania hasta el suroeste de Chad;
- D. d. lugubris (Hemprich y Ehrenberg, 1828) - se encuentre desde el sur de Chad hasta Eritrea, Etiopía, Somalia y el norte de Kenia.